# Estonska nogometna reprezentacija
Estonska nogometna reprezentacija predstavlja Estoniju u sportu nogometu. Domaće utakmice igraju na  A. Le Kok Areni  u Tallinnu. Prvu utakmicu je igrala 1920. godine protiv Finske. Najbolji uspjeh na FIFA-inoj rang-ljestvici imala je u prosincu 2002. godine, kada je bila 60., a najlošija je bila u listopadu 2008., kada je bila 137.

## Novija povijest
Nakon proglašenja nezavisnosti, Estonija je bila najslabija od tri baltičke zemlje, trpjela je teške poraze kao onaj protiv Hrvatske, 7:1, u kvalifikacijama za Euro '96. U kvalifikacijama za Svjetsko prvenstvo 1998. u Francuskoj, dogodila se nesvakidašnja situacija - estonska reprezentacija se nije pojavila na utakmici sa Škotskom. Ponovljena utakmica završila je 0:0. U kvalifikacijama za Euro 2004. Estonija je osvojila 8 bodova iz isto toliko utakmica, s 4 postignuta i 6 primljenih pogodaka. Kvalifikacije za Svjetsko prvenstvo 2006. donijele su značajan napredak, reprezentacija je ostvarila 5 pobjeda, 2 neriješena rezultata i 5 poraza. 
Nekoliko igrača, kao Mart Poom, Andres Oper, Marko Kristal i Martin Reim, su ostvarili više od 100 nastupa za nacionalni sastav. Jedan od najvećih rezultata u povijesti estonskog nogometa dogodio se 8. listopada 2010. godine, kada su pobijedili reprezentaciju Srbije u gostima 3:1, čime su značajno ugrozili šanse te reprezentacije za plasmanom na Euro 2012.

## Uspjesi na velikim natjecanjima
| Prvenstvo                    | Rezultat                   |
| ---------------------------- | -------------------------- |
| Urugvaj 1930.                | Nije sudjelovala           |
| Italija 1934.                | Nije se kvalificirala      |
| Francuska 1938.              | Nije se kvalificirala      |
| Brazil 1950.                 | Sudjelovala kao dio SSSR-a |
| Švicarska 1954.              | Sudjelovala kao dio SSSR-a |
| Švedska 1958.                | Sudjelovala kao dio SSSR-a |
| Čile 1962.                   | Sudjelovala kao dio SSSR-a |
| Engleska 1966.               | Sudjelovala kao dio SSSR-a |
| Meksiko 1970.                | Sudjelovala kao dio SSSR-a |
| SR Njemačka 1974.            | Sudjelovala kao dio SSSR-a |
| Argentina 1978.              | Sudjelovala kao dio SSSR-a |
| Španjolska 1982.             | Sudjelovala kao dio SSSR-a |
| Meksiko 1986.                | Sudjelovala kao dio SSSR-a |
| Italija 1990.                | Sudjelovala kao dio SSSR-a |
| SAD 1994.                    | Nije se kvalificirala      |
| Francuska 1998.              | Nije se kvalificirala      |
| Južna Koreja i Japan 2002.   | Nije se kvalificirala      |
| Njemačka 2006.               | Nije se kvalificirala      |
| Južnoafrička Republika 2010. | Nije se kvalificirala      |
| Brazil 2014.                 | Nije se kvalificirala      |
| Rusija 2018.                 | –                          |

| Prvenstvo                  | Rezultat                   |
| -------------------------- | -------------------------- |
| Francuska 1960.            | Sudjelovala kao dio SSSR-a |
| Španjolska 1964.           | Sudjelovala kao dio SSSR-a |
| Italija 1968.              | Sudjelovala kao dio SSSR-a |
| Belgija 1972.              | Sudjelovala kao dio SSSR-a |
| Jugoslavija 1976.          | Sudjelovala kao dio SSSR-a |
| Italija 1980.              | Sudjelovala kao dio SSSR-a |
| Francuska 1984.            | Sudjelovala kao dio SSSR-a |
| SR Njemačka 1988.          | Sudjelovala kao dio SSSR-a |
| Švedska 1992.              | Sudjelovala kao dio SSSR-a |
| Engleska 1996.             | Nije se kvalificirala      |
| Belgija i Nizozemska 2000. | Nije se kvalificirala      |
| Portugal 2004.             | Nije se kvalificirala      |
| Austrija i Švicarska 2008. | Nije se kvalificirala      |
| Poljska i Ukrajina 2012.   | Nije se kvalificirala      |
| Francuska 2016.            | Nije se kvalificirala      |

## Trenutačni sastav
| #  | Igrač                  | Pozicija    | Nadnevak rođenja   | Klub            | Nastupi |
| -- | ---------------------- | ----------- | ------------------ | --------------- | ------- |
| 22 | Artur Kotenko          | vratar      | 20. kolovoza 1981. | AEP Paphos      | 24      |
| 1  | Pavel Londak           | vratar      | 14. svibnja 1980.  | Bodø/Glimt      | 19      |
| 12 | Marko Meerits          | vratar      | 26. travnja 1992.  | Flora Tallinn   |         |
| 16 | Markus Jürgenson       | branič      | 9. rujna 1987.     | Flora Tallinn   |         |
| 4  | Igor Morozov           | branič      | 27. svibnja 1989.  | Levadia Tallinn |         |
| 5  | Karl Palatu            | branič      | 5. prosinca 1982.  | Flora Tallinn   |         |
| 3  | Andrei Stepanov        | branič      | 16. ožujka 1979.   | Khimki          | 83      |
| 2  | Tihhon Šišov           | branič      | 11. veljače 1983.  | Khazar Lankaran | 26      |
| 6  | Aleksandr Dmitrijev    | vezni igrač | 18. veljače 1982.  | Hønefoss        | 64      |
| 19 | Siim Luts              | vezni igrač | 12. ožujka 1989.   | Flora Tallinn   |         |
| 7  | Sergei Mošnikov        | vezni igrač | 7. siječnja 1988.  | Flora Tallinn   |         |
| 15 | Ats Purje              | vezni igrač | 3. kolovoza 1985.  | AEP Paphos      | 25      |
| 13 | Martin Vunk            | vezni igrač | 21. kolovoza 1984. | Syrianska       | 31      |
| 9  | Rauno Alliku           | napadač     | 2. ožujka 1990.    | Flora Tallinn   |         |
| 14 | Alo Dupikov            | napadač     | 5. studenog 1985.  | Flora Tallinn   |         |
| 10 | Oliver Konsa           | napadač     | 4. ožujka 1985.    | Nõmme Kalju     |         |
| 11 | Andres Oper            | napadač     | 7. studenog 1977.  | AEK Larnaca     | 118     |
| 18 | Sander Post            | napadač     | 10. rujna 1984.    | Flora Tallinn   |         |
| 8  | Vladimir Voskoboinikov | napadač     | 2. veljače 1983.   | Levadia Tallinn | 27      |

## Statistike

### Igrači s najviše nastupa
| Broj | Igrač           | Godine           | Nastupi | Golovi |
| ---- | --------------- | ---------------- | ------- | ------ |
| 1    | Martin Reim     | 1992. – 2009.    | 157     | 14     |
| 2    | Marko Kristal   | 1992. – 2005.    | 143     | 9      |
| 3    | Andres Oper     | 1995. – 2014.    | 134     | 18     |
| 4    | Enar Jääger*    | 2002. – trenutno | 121     | 0      |
| 5    | Mart Poom       | 1992. – 2009.    | 120     | 0      |
| 6    | Ragnar Klavan*  | 2003. – trenutno | 119     | 3      |
| 7    | Kristen Viikmäe | 1997. – 2013.    | 115     | 15     |
| 8    | Raio Piiroja    | 1998. – 2015.    | 114     | 8      |
| 9    | Dmitri Kruglov* | 2004. – trenutno | 108     | 4      |
| 10   | Joel Lindpere   | 1999. – 2016.    | 107     | 7      |

- Zvjezdica (*) označuje da je igrač još uvijek aktivan ili igra za nacionalni sastav.
- Broj nastupa i golova unesen poslije utakmice sa Latvijom: 12. lipnja 2017.

### Igrači s najviše golova
| Broj | Igrač                 | Godine           | Nastupi | Golovi |
| ---- | --------------------- | ---------------- | ------- | ------ |
| 1    | Andres Oper           | 1995. – 2014.    | 38      | 134    |
| 2    | Indrek Zelinski       | 1994. – 2010.    | 27      | 103    |
| 3    | Konstantin Vassiljev* | 2006. – trenutno | 23      | 97     |
| 4    | Eduard Ellmann-Eelma  | 1921. – 1935.    | 21      | 60     |
| 5    | Richard Kuremaa       | 1933. – 1978.    | 21      | 61     |
| 6    | Arnold Pihlak         | 1920. – 1931.    | 16      | 44     |
| 7    | Kristen Viikmäe       | 1997. – 2013.    | 15      | 115    |
| 8    | Martin Reim           | 1992. – 2009.    | 14      | 157    |
| 9    | Georg Siimenson       | 1932. – 1939.    | 13      | 42     |
| 10   | Sergei Zenjov*        | 2008. – trenutno | 12      | 58     |

- Zvjezdica (*) označuje da je igrač još uvijek aktivan ili igra za nacionalni sastav.
- Broj nastupa i golova unesen poslije utakmice sa Latvijom: 12. lipnja 2017.

## Vanjske poveznice
- Službena stranica  Arhivirana inačica izvorne stranice od 29. travnja 2011. (Wayback Machine)